# Beautiful Girls
Beautiful Girls is een Amerikaanse komedie-dramafilm uit 1996 onder regie van Ted Demme.

## Verhaal
De film legt de focus op onder andere Willie Conway, die vanuit de grote stad terugkeert naar het dorpje waar hij is opgegroeid om een schoolreünie bij te wonen. Hij twijfelt of hij moet stoppen met zijn passie - muziek maken - om in plaats daarvan carrière te maken in de handel. Bovendien weet hij niet zeker of hij wel verliefd is op zijn vriendin Tracy. Hij heeft meer interesse in zijn 13-jarig buurmeisje Marty. Zij beschrijft zichzelf als een 'oude ziel' en krijgt al snel een oogje op haar buurman. Hoewel hij zichzelf voorneemt om met haar te eindigen, weet hij dat hij vijf jaar lang zal moeten wachten voordat hij mag handelen naar zijn gevoelens.
Willie brengt in het dorpje veel tijd door met zijn oude vrienden, die zich net als hij op een keerpunt van hun leven bevinden. Tommy 'Birdman' Rowland was ooit de sterspeler van het hockeyteam van de middelbare school, maar heeft hiermee ook meteen zijn piek bereikt. Hij schaamt zich nu voor zijn uitzichtloze leven en probeert zijn dagelijkse sleur te doorbreken door een affaire aan te gaan met Darian Smalls, die ooit het gemene populairste meisje van de middelbare school was. Zijn huidige vriendin Sharon Cassidy komt achter deze verhouding als Darian dronken op een verrassingsfeest van Tommy verschijnt en hem meteen begint te zoenen. Sharon besluit hierop onmiddellijk de relatie te verbreken. Steve Rossmore, Darians echtgenoot, krijgt ook lucht van de affaire en breekt uiteindelijk enkele botten van Willie.
Paul Kirkwood, een andere vriend van Willie, heeft net als Tommy nooit het dorp verlaten. Hij heeft het moeilijk met zijn recente relatiebreuk met Jan en kan niet accepteren dat zij reeds een nieuwe vlam in haar leven heeft gevonden. De aantrekkelijke dorpsbezoekster Andera - die door alle mannen in het dorp wordt omschreven als de perfecte vrouw - besluit hem te helpen om Jan jaloers te maken, maar hij schrikt Andera uiteindelijk af door haar proberen te zoenen. In plaats daarvan richt ze haar aandacht op Willie, en helpt hem om de juiste richting in zijn  leven te nemen.

## Rolverdeling
| Acteur              | Personage               |
| ------------------- | ----------------------- |
| Matt Dillon         | Tommy 'Birdman' Rowland |
| Noah Emmerich       | Michael 'Mo' Morris     |
| Annabeth Gish       | Tracy Stover            |
| Lauren Holly        | Darian Smalls           |
| Timothy Hutton      | Willie Conway           |
| Rosie O'Donnell     | Gina Barrisano          |
| Max Perlich         | Kev                     |
| Martha Plimpton     | Jan                     |
| Natalie Portman     | Marty                   |
| Michael Rapaport    | Paul Kirkwood           |
| Mira Sorvino        | Sharon Cassidy          |
| Uma Thurman         | Andera                  |
| Pruitt Taylor Vince | Stanley 'Stinky' Womack |
| Richard Bright      | Dick Conway             |
| David Arquette      | Bobby Conway            |
| Sam Robards         | Steve Rossmore          |
| John Carroll Lynch  | Frank Womack            |